# 타타르 해협

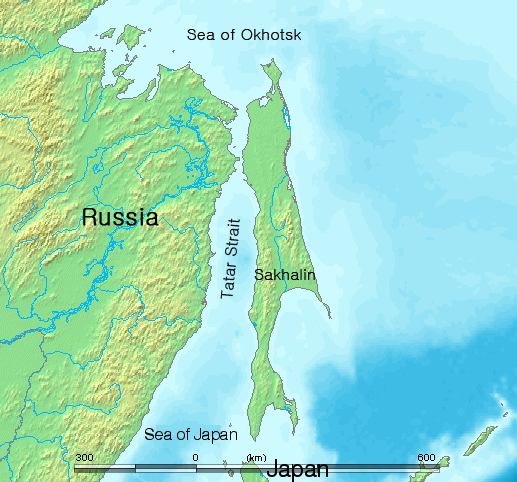
타타르 해협

타타르 해협(러시아어: Татарский пролив) 또는 마미야 해협(일본어: 間宮海峡)은 유라시아 대륙과 사할린섬부터 홋카이도를 가르는 해협으로, 북쪽으로 오호츠크해, 남쪽으로 동해로 연결된다. 길이는 약 663킬로미터, 깊이는 가장 얕은 곳이 약 8미터, 폭은 가장 좁은 곳이 약 7.3킬로미터이다. 겨울 동안에는 얼어붙어서 해협을 가로질러 횡단하는 일도 가능하다.
1809년에 마미야 린조가 발견했다. 미국에서는 오랫동안 사할린은 반도라고 생각하고 있었다.

## 역사
사할린에는 아이누, 니브흐족, 윌타족 등의 민족들이 살고 있었다. 이 때문에 예부터 이 지역에 거주하고 있던 사람들은 사할린을 섬으로 인식하고 있었다. 1644년에 만들어진 일본의 지도에도 사할린은 섬으로 그려져 있다.
1644년 러시아 보야르코흐 부대는 아무르 강 하구 부근에 도착하였는데, 여기서 월동을 하게 되었다. 그들은 여기에서 사할린 북서 해안을 탐색했고, 사할린이 섬이라는 것과 그 곳에 사람이 산다는 것을 알게 되었다.
1709년 청나라 강희제는 아무르강 하류 유역에 예수회 선교사를 포함한 탐험대를 파견하였다. 그들은 이 지역의 위도와 경도를 포함한 여러 가지 실측을 실시하였다. 다음 해에도 새로운 탐험대를 파견하여 사할린에 상륙하여 섬을 탐사하였다. 18세기 중순, 청은 사할린의 일부 지역에 조공을 부과하기도 하였다.

## 타타르 해협의 항구
- 와니노
- 알렉산드롭스크사할린스키
- 네벨스크
- 홀름스크

## 같이 보기
- 바니노-홀름스크 철도연락선